# Hartmannsdorf, Mittelsachsen
Hartmannsdorf là một đô thị thuộc huyện Mittweida, bang tự do Sachsen, Đức, gần thị xã Chemnitz. Dân số cuối năm 2006 là 4737 người.

## Kết nghĩa
- Schönaich, Đức